# Celestino Cavedoni
Celestino Cavedoni (Levizzano Rangone, 17 maggio 1795 – Modena, 26 novembre 1865) è stato un archeologo e numismatico italiano.

## Biografia

### La formazione
Cavedoni nacque in una famiglia benestante. Il padre, Giorgio Giuseppe Alaria, era un possidente e un commerciante in pellami, e oltre alla madre Cristina Franchini componevano la famiglia due altri fratelli, Giuseppe e Pietro, e una sorella. Frequentò la scuola pubblica del suo paese e continuò il percorso scolastico presso l'Istituto privato S. Giovanni Battista di Modena. Dopo avere ricevuto gli ordini minori, entrò in seminario per ampliare la formazione: studiò filosofia, teologia, matematica, fisica e storia. Successivamente si iscrisse all'Università di Bologna, dove seguì i corsi di greco e gli insegnamenti di Filippo Schiassi e di Giuseppe Mezzofanti. Quest'ultimo lo introdusse allo studio dell'ebraico e della paleografia greca. Schiassi lo iniziò allo studio dell'archeologia e della numismatica. L'itinerario formativo si completò con l'influenza del carteggio che tenne dal 1866 con Bartolomeo Borghesi, celebre numismatico che fornì a Cavedoni un metodo rigoroso di indagine.

### La carriera

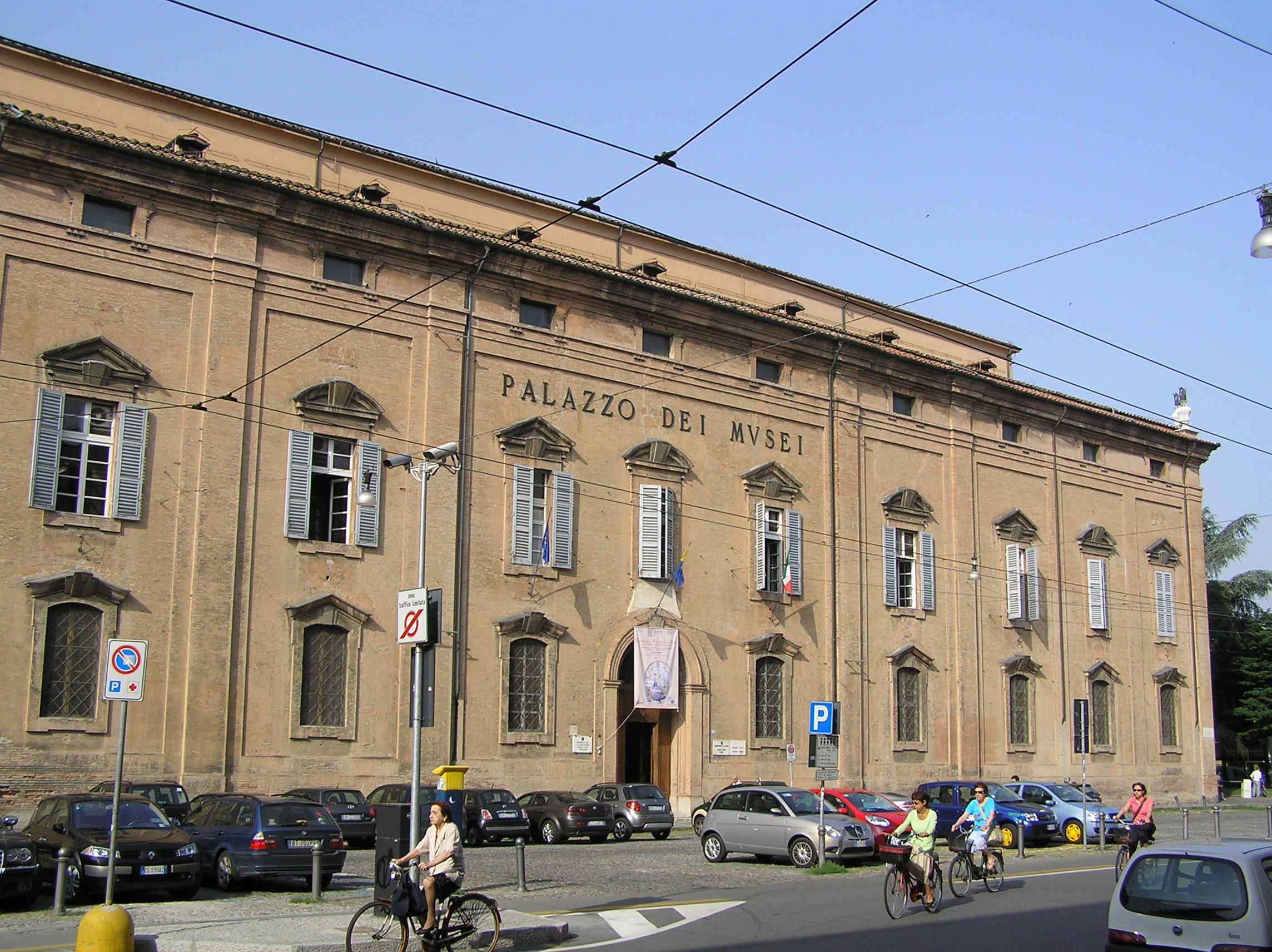
Palazzo dei Musei a Modena, sede della biblioteca estense

Consacrato sacerdote nel 1817, il punto di svolta che instradò Cavedoni nella carriera fu il suo ingresso, nel 1821, alla Biblioteca Estense di Modena, dove ebbe modo di studiare e classificare medaglie e antichi manufatti pervenuti da Vienna, assieme all'indagine e alla catalogazione di materiale numismatico avuto dalla villa euganea del Cataio. Queste esperienze al Museo gli permisero, nei primi anni venti del secolo XIX, la compilazione di uno studio su questi reperti, e la composizione di opere di natura filologica riguardanti scrittori italiani di varie epoche e autori provenzali.
Nel 1828 Cavedoni partecipò attivamente all'iniziativa voluta da Francesco IV di raccolta e conservazione di tutti i monumenti romani presso il Museo lapidario. Pubblicò un lavoro sui marmi modenesi – che dedicò al professor Schiassi – e l'anno successivo scrisse un saggio su antiche medaglie romane, opera che risentì dei suggerimenti metodologici di Bartolomeo Borghesi. La carriera di Cavedoni proseguì con la sua nomina nel Collegio dei nobili di Modena in qualità di catechista di lingua greca, poi nel 1830 all'università di Modena con la carica di professore di Sacra scrittura e di lingua ebraica, ricoprendo anche l'incarico di socio corrispondente della Regia Accademia Ercolanese.
Nel 1848 ricevette la nomina a preside della Facoltà di Teologia. Corrispondente dell'Istituto di Francia dal 1842, socio corrispondente dell'Accademia prussiana delle scienze dal 1843, entrò a far parte della élite modenese a partire dal 1853. L'anno successivo divenne socio corrispondente dell'Accademia delle scienze di Gottinga. Nel 1857 fu nominato cameriere segreto soprannumerario da Pio IX, e in quegli anni scrisse per varie riviste sulle iscrizioni epigrafiche, in particolare sul Corpus inscriptionum Graecarum. Venne anche nominato Cavaliere della Legion d'Onore per la cura di una pubblicazione di numismatica. A fine anni cinquanta, la sua vista si affievolì e la salute divenne precaria. Ciò non gli impedì di aiutare Francesco V a scegliere e confezionare il materiale più prezioso per sottrarlo alle incombenti truppe Franco-piemontesi.
Cavedoni abbandonò la funzione di docente a causa della legge regia che impediva il cumulo delle cariche, rimanendo direttore della Biblioteca. Morì a Modena nel 1865.

## La produzione saggistica

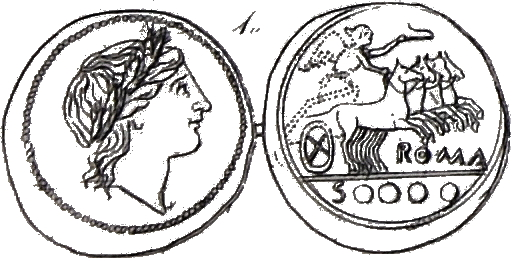
Riproduzione di monete romane conservate al Museo kircheriano

L'opera di Cavedoni prende in considerazione principalmente tre branche: l'epigrafia, l'antiquaria e la filologia applicata alla storia, alla religione e alla letteratura. L'epigrafia, che già Cavedoni aveva studiato sotto la guida di Schiassi e di cui aveva prodotto uno studio assieme ai fratelli Ferrucci, viene trattata con particolare riguardo alle citazioni scoperte nel territorio del Modenese, segnalate dallo studioso sul Bullettino dell'Istituto di corrispondenza archeologica, ma le sue indagini vanno oltre la dimensione locale. In questa sfera di ricerca, Cavedoni è debitore – oltre che a Benedetto Borghesi – al gesuita Stefano Antonio Morcelli.
Gli interessi riguardanti l'epigrafia camminano di pari passo con gli studi archeologici – particolarmente l'etruscologia – per i quali già nel 1825 lo studioso aveva manifestato attenzione trattando di archeologia cristiana; ricerche che a loro volta si intrecciano con la numismatica, campo di interesse a cui Cavedoni dedicò la più intensa cura e applicazione. Elaborò studi sui ritrovamenti nella zona Modenese di monete di epoca romana; sul materiale rinvenuto nel ripostiglio di Fiesole e di quello di San Cesario; sulle monete romane custodite nel Museo kircheriano di Roma. Dedicò un testo di ricerche sulle monete antiche al suo maestro Mezzofanti, scrisse un saggio riguardante la numismatica costantiniana – che giunse a conclusioni diverse da quelle espresse in precedenza dal gesuita Raffaele Garrucci – ma la sua opera più significativa riguarda la numismatica biblica, pur non disponendo lo studioso di monete del periodo e dovendosi basare sul De numis Hibraico-Samaritanis (scritto nel 1781) per ciò che riguarda la descrizione e la classificazione dei coni maccabici, erodiani, greci e romani. Lo studio venne giudicato brillante tanto da meritare nel 1851 il premio numismatico Louis Allier da parte dell'Académie des inscriptions et belles-lettres.

## Pubblicazioni
- 1825 - La Gerusalemme liberata di Torquato Tasso colle varianti e note del Colombo e del Cavedoni e con più altre illustrazioni ... tomo primo-terzo! (Monografia)
- 1825 - Delle monete antiche in oro un tempo del Museo Estense descritte da Celio Calcagnini intorno all'anno 1540 (Monografia)
- 1829 - Saggio di osseruazioni sulle medaglie di famiglie romane ritrouate in tre antichi ripostigli dell'agro modenese negli anni 1812 1815 e 1828 (Monografia)
- 1828 - Dichiarazione degli antichi marmi modenesi con le notizie di Modena al tempo dei Romani (Monografia)
- 1830 - Lettera di Celestino Cavedoni al chiarissimo signor professore Domenico Sestini sopra alcune medaglie greche (Monografia)
- 1832 - Notizia e dichiarazione di un diploma militare dell'imperatore Vespasiano nuovamente ritrovato in Ungheria (Monografia)
- 1833 - Apologia delle varie lezioni delle rime di Torquato Tasso, tratte da' manoscritti estensi con la giunta di più altre correzioni da farsi all'edizione pisana delle medesime rime (Monografia)
- 1838 - Considerazioni sopra il nuovo nome imposto da Gesù Cristo Signor nostro al principe degli apostoli san Pietro (Monografia)
- 1838 - Spicilegio numismatico, o sia Osservazioni sopra le monete antiche di città popoli e re (Monografia)
- 1842 - Cenni storici e critici intorno alla vita di S. Aldegonda vergine ed abbadessa (Monografia)
- 1842 - Indicazione dei principali monumenti antichi del Reale Museo Estense del Catajo: pubblicata per la fausta contingenza della riunione degli scienziati italiani che si terrà in Padova nel settembre del 1842 (Monografia)
- 1844 - Sarcofago cristiano, nel Tempio metropolitano di Fermo, illustrato dall'avvocato Gaetano De Minicis, Roma, 1843 in 8. di pag. 30 con tavola incisa (Monografia)
- 1845 - Biografia del professore Ippolito Rosellini con alcune osservazioni intorno alla consonanza de' monumenti dell'Egitto con le sante scritture (Monografia)
- 1846 - Dell'origine e valore della scrittura compendiosa IHS del sacrosanto nome di Gesù (Monografia)
- 1846 - Lettera archeologica sopra alcune iscrizioni romane scopertesi di recente negli Stati estensi (Monografia)
- 1846 - Dell'origine ed incrementi dell'odierno R. Museo Estense delle Medaglie e della dispersione dell'altro ad esso anteriore (Monografia)
- 1847 - Dichiarazione di tre antiche stauroteche che si conservano l'una nella cattedrale di Modena e l'altre due nell'abbaziale di Nonantola (Monografia)
- 1848 - Annotazioni al Corpus inscriptionum graecarum che si pubblica dalla R. Accademia di Berlino (Monografia)
- 1850 - Numismatica biblica, o sia Dichiarazione delle monete antiche memorate nelle Sante Scritture (Monografia)
- 1852 - Gli odierni sistemi del socialismo e del comunismo preventivamente confutati da Aristotele e da altri scrittori antichi (Monografia)
- 1856 - Cenni storici intorno alla vita ai miracoli ed al culto del glorioso San Geminiano, vescovo e protettore principale della chiesa modenese (Monografia)
- 1856 - Dichiarazione di cinque bassirilievi biblici che ornano la facciata principale della metropolitana di Modena (Monografia)
- 1856 - Ricerche critiche intorno all'origine e ragione della forma odierna del sacro pallio ecclesiastico pubblicate nella contingenza faustissima della elevazione della sede vescovile di Modena a metropolitana della provincia ecclesiastica atestina (Monografia)
- 1856 - Antico ufficio proprio per la festa del glorioso S. Geminiano, vescovo e protettore principale della chiesa modenese: pubblicato in occasione del conferimento di una laurea teologica (Monografia)
- 1857 - Saggio delle giunte e delle mutazioni fatte da Torquato Tasso in quattro de' suoi dialoghi filosofici che si conservano autografi nella R. Biblioteca estense (Monografia)
- 1857 - Ragguaglio archeologico di un antico ripostino di denarii romani scopertosi in Ungheria nelle vicinanze dell'antica Sabaria (Monografia)
- 1858 - Dichiarazione di un nuovo monumento romano scopertosi di recente nell'agro reggiano (Monografia)
- 1858 - Cenni storici intorno al culto della miracolosa imagine della beata vergine Maria ausiliatrice del popolo modenese (Monografia)
- 1860 - Ragguaglio storico del ritrovamento di un ripostino di monete d'argento dei bassi tempi fatto a Rosola nella montagna modenese l'anno 1841: memoria (Monografia)
- 1862 - Appendice alla nuova silloge epigrafica modenese (Monografia)
- 1863 - Saggio critico intorno alla critica ipercritica di Ernesto Renan, membro dell'Istituto di Francia, nella sua Vie de Iesus (Monografia)
- 1866 - Notizie intorno alla vita ed alle opere di monsignor Celestino Cavedoni; con appendice di sue lettere ed altre cose inedite (Monografia)
- ???? - Dichiarazione di un antico intaglio in corniola proveniente da Reggio rappresentante Minerva Igiea o sia Medica (Monografia)
- ???? - Index eorum quae D. N. Franciscus 4. atestinus archidux austriacus princeps gloriosae et in aevum retinendae recordationis ad religionis incrementa et cum ratione communis utilitatis fecit faciunda curavit (Monografia)[4]